# هنینگ برگ
هنینگ برگ (به انگلیسی: Henning Berg) (متولد ۱ سپتامبر ۱۹۶۹) مربی و بازیکن سابق فوتبال اهل نروژ است.
او بین سال‌های ۱۹۸۸ تا ۲۰۰۴ به عنوان مدافع بازی می‌کرد. او موفق شد با دو تیم منچستر یونایتد و بلکبرن راورز قهرمان لیگ برتر انگلستان شود و به این ترتیب به نخستین بازیکنی تبدیل شد که با دو تیم مختلف در لیگ برتر قهرمان شده‌است.
او در سال ۲۰۰۵ و پس از خداحافظی از دنیای حرفه‌ای، به مربی‌گری روی آورد